# Medau
Il medàu è una parola in sardo campidanese, (plurale medàus) che indica un tipo di insediamento agropastorale di habitat disperso tipico del Sulcis-Iglesiente che insieme ai furriadroxius caratterizzano quell'area geografica. A differenza dei furriadroxus i medaus sono composti da un'aggregazione di cellule abitative che variano da 4 a 15 unità.
I medaus spesso prendono il nome dai patronimici dei coloni che li fondarono: per esempio, Is Maccionis, Is Collus, Is Lais, etc. … (is è l'articolo plurale, la esse finale rende plurale il cognome).